# Taxe de l'aviation civile
Lire en ligne

Lire sur Légifrance

Le taxe de l'aviation civile (TAC) est une taxe française, instituée en 1999, due par les entreprises de transport aérien.

## Historique
L'article 51 de la loi de finances pour 1999 (n° 98-1266 du 30 décembre 1998) a institué, à compter du 1er janvier 1999, une taxe dénommée « taxe de l’aviation civile »,,. La taxe de l'aviation civile est codifiée à l'article 302 bis K du code général des impôts.
Elle se substitue à la « taxe de sécurité et de sûreté » et à la « taxe de péréquation des transports aériens ». La réforme législative fait suite à plusieurs décisions juridictionnelles, dont l'arrêt du Conseil d'État du 20 mai 1998, qui « ont posé le principe selon lequel les services de sécurité-incendie-sauvetage sur les aéroports et les services de sûreté relevaient de l'intérêt général et ne pouvaient en conséquence être mis à la charge des usagers au moyen de redevances ». La redevance pour services terminaux de la circulation aérienne (RSTCA) ne pouvant dès lors plus prendre en charge certains frais, le législateur a créé la taxe de l'aviation civile.
Jusqu'à fin 2015, le produit de la TAC était partagé entre le budget général et le budget annexe, le BACEA bénéficiant toutefois d’une fraction croissante de la taxe. Depuis le 1er janvier 2016, le produit de la TAC est affecté à 100 % au budget annexe 

## Caractéristiques

### Redevables
La taxe est due par les entreprises de transport aérien public qui embarquent un passager, du fret ou du courrier sur le territoire français. Les cinq principaux contribuables sont en 2015 Air France (146 M€), EasyJet (37 M€), Ryanair (22 M€), Hop ! et Transavia France. Les vingt premières compagnies versent 70% du produit total (318 sur 450 M€).
Les tarifs de la taxe de l’aviation civile sont revalorisés chaque année. Au 1er avril 2020, les tarifs de la taxe sont :
- Passager à destination de la France métropolitaine, de la France d'outre-mer, d’un autre État de l’Union Européenne ou de l’Espace économique européen, de la Suisse : 4,63 €
- Passager à destination d’autres États : 8,32 €
- Tonne de fret ou de courrier : 1,37 €

### Bénéficiaire
Le produit de la taxe de l’aviation civile est principalement affecté au budget annexe contrôle et exploitation aériens (BACEA) de la direction générale de l'Aviation civile et dans une moindre mesure au budget général de l’État. En 2015, le produit de la taxe est de 450 millions d'euros.
| Année | Produit (M€) |
| ----- | ------------ |
| 1999  | 236          |
| 2000  | 275          |
| 2001  | 267          |
| 2002  | 277          |
| 2003  | 287          |
| 2004  | 350          |
| 2005  | 345          |
| 2006  |              |
| 2007  |              |
| 2008  |              |
| 2009  |              |
| 2010  | 353,2        |
| 2011  | 383,8        |
| 2012  | 401,2        |
| 2013  | 420,9        |
| 2014  | 451,4        |
| 2015  | 450,7        |